# Зачатьё
Зачатьё — деревня в Можайском районе Московской области в составе сельского поселения Спутник. Численность постоянного населения по Всероссийской переписи 2010 года — 12 человек. До 2006 года Зачатьё входило в состав Кожуховского сельского округа.
Деревня расположена в центральной части района, примерно в 4 км к северо-востоку от Можайска, на безымянном левом притоке реки Ведомки (правом притоке Москва-реки), высота центра над уровнем моря 170 м. Ближайшие населённые пункты — Лысково в 1 км на север и Александрово в 2,5 км южнее. У восточной окраины Зачатьё проходит региональная автодорога 46Н-05497 Можайское шоссе — Шаликово.

## История
В 1676 году упоминается «земля церкви Зачатия св. Анны в Дягилевом конце», предназначавшаяся крестьянам из деревни Тёсово
.
В 1913 году в деревне открыта церковноприходская школа Тёсовского прихода.